# デボンテ・グラハム
デボンテ・テレル・グラハム（Devonte' Terrell Graham1995年2月22日 - ）は、アメリカ合衆国・ノースカロライナ州ローリー出身のバスケットボール選手。NBAGリーグのリップシティ・リミックスに所属している。ポジションはポイントガード。

## 来歴

### カレッジ
カンザス大学で4年間プレーし、2018年のNBAドラフトにエントリーした。

### シャーロット・ホーネッツ
2018年のNBAドラフトにて2巡目全体34位でアトランタ・ホークスから指名され、その後シャーロット・ホーネッツにトレードされた。夏のサマーリーグにて出場し平均10得点、6アシストを記録したが途中で膝の怪我をし残りの試合を欠場した。2018年10月22日のトロント・ラプターズ戦にてNBAデビューを果たしたが5分半の出場のうち0得点1アシストで試合は終えた。
2019年2月11日のブルックリン・ネッツ戦でキャリアハイとなる40得点を含む5リバウンド、5アシストを記録し、チームは113-108で勝利した。
2020-21シーズンオフに制限付きFAとなった。

### ニューオーリンズ・ペリカンズ
2021年8月7日に3チームが絡むトレードでニューオーリンズ・ペリカンズへ移籍し、ペリカンズと4年総額4,700万ドルの契約に合意した。
12月15日のオクラホマシティ・サンダー戦の第4クォーター残り1秒で、相手チームのシェイ・ギルジャス＝アレクサンダーが3ポイントシュートを沈めた直後に、61フィート（約18.5m）の距離から決勝ブザービーターを決め返し、NBA史上最も長い距離の決勝ブザービーターを沈めた選手となった。2022年3月24日のシカゴ・ブルズ戦でシーズンハイとなる30得点を含む2リバウンド、4アシストを記録し、チームは126-109で勝利した。

### サンアントニオ・スパーズ
2023年2月9日にジョシュ・リチャードソンとのトレードで、将来の4つのドラフト2巡目指名権と共にサンアントニオ・スパーズへ移籍した。スパーズデビューでは、デトロイト・ピストンズとのダブルオーバータイムの末、138-131で敗れたが、シーズンハイとなる31得点を含む3リバウンド、3アシストを記録した。グラハムの31得点はスパーズ史上、デビュー戦で獲得した最多得点でもあった。
2023年8月2日、グラハムは飲酒運転容疑で有罪を認めたとして無給で2試合の出場停止処分を受けた。
2024年4月12日のデンバー・ナゲッツ戦で決勝点となるレイアップを含む11得点、4リバウンド、5アシストを記録し、チームは121-120で辛勝した。
7月6日に将来のドラフト2巡目指名権と共にシャーロット・ホーネッツへトレードされたが、その後にホーネッツから解雇された。同月31日にポートランド・トレイルブレイザーズとの契約に合意したが、10月17日にブレイザーズから解雇された。

### サウスベイ・レイカーズ
12月13日にNBAGリーグのサウスベイ・レイカーズとの契約に合意した。

## 個人成績

### NBA

#### レギュラーシーズン
| シーズン | チーム | GP  | GS  | MPG  | FG%  | 3P%  | FT%  | RPG | APG | SPG | BPG | PPG  |
| -------- | ------ | --- | --- | ---- | ---- | ---- | ---- | --- | --- | --- | --- | ---- |
| 2018–19  | CHA    | 46  | 3   | 14.7 | .333 | .281 | .761 | 1.4 | 2.6 | .5  | .0  | 4.7  |
| 2019–20  | CHA    | 63  | 53  | 35.1 | .382 | .373 | .820 | 3.4 | 7.5 | 1.0 | .2  | 18.2 |
| 2020–21  | CHA    | 55  | 44  | 30.2 | .377 | .375 | .842 | 2.7 | 5.4 | .9  | .1  | 14.8 |
| 2021–22  | NOP    | 76  | 63  | 28.4 | .363 | .341 | .843 | 2.3 | 4.2 | .9  | .2  | 11.9 |
| 2022–23  | NOP    | 53  | 0   | 15.3 | .368 | .347 | .746 | 1.4 | 2.2 | .6  | .2  | 5.3  |
| 2022–23  | SAS    | 20  | 8   | 26.4 | .380 | .358 | .750 | 2.5 | 4.0 | .8  | .3  | 13.0 |
| 2023–24  | SAS    | 23  | 0   | 13.6 | .352 | .301 | .813 | 1.6 | 2.1 | .4  | .1  | 5.0  |
| 通算     | 通算   | 336 | 171 | 24.9 | .371 | .354 | .812 | 2.3 | 4.3 | .8  | .2  | 11.1 |

#### プレーオフ
| シーズン | チーム | GP | GS | MPG  | FG%  | 3P%  | FT%  | RPG | APG | SPG | BPG | PPG |
| -------- | ------ | -- | -- | ---- | ---- | ---- | ---- | --- | --- | --- | --- | --- |
| 2023     | NOP    | 6  | 0  | 10.0 | .333 | .357 | .875 | 1.5 | .7  | .2  | .2  | 4.0 |
| 通算     | 通算   | 6  | 0  | 10.0 | .333 | .357 | .875 | 1.5 | .7  | .2  | .2  | 4.0 |

### カレッジ
| シーズン | チーム   | GP  | GS  | MPG  | FG%  | 3P%  | FT%  | RPG | APG | SPG | BPG | PPG  |
| -------- | -------- | --- | --- | ---- | ---- | ---- | ---- | --- | --- | --- | --- | ---- |
| 2014–15  | カンザス | 29  | 0   | 17.8 | .393 | .425 | .724 | 1.5 | 2.1 | .9  | .0  | 5.7  |
| 2015–16  | カンザス | 38  | 36  | 32.6 | .460 | .441 | .744 | 3.3 | 3.7 | 1.4 | .1  | 11.3 |
| 2016–17  | カンザス | 36  | 36  | 35.3 | .428 | .388 | .793 | 3.1 | 4.1 | 1.5 | .2  | 13.4 |
| 2017–18  | カンザス | 39  | 39  | 37.8 | .400 | .406 | .827 | 4.0 | 7.2 | 1.6 | .1  | 17.3 |
| 通算     | 通算     | 142 | 111 | 31.7 | .422 | .409 | .787 | 3.1 | 4.5 | 1.4 | .1  | 12.3 |